# Charles Eugène Durand de Villers
Pour les articles homonymes, voir Durand et De Villers.
Charles Eugène Durand de Villers (1816-1893) est un général de brigade français.

## Biographie
Charles Eugène Durand de Villers naît à Metz, en Moselle, le 16 janvier 1816. Fils d'un Chef d'escadron de Cavalerie, Paul Durand de Villers, et frère de Jean Durand de Villers, Charles Eugène entre à l'École de Saint-Cyr en 1835. Il sort officier de la promotion « de la Comète » en 1837.  Promu colonel le 3 août 1869, Charles Eugène Durand de Villers est attaché à l'état-major du général Vinoy pendant la guerre franco-allemande. Après la défaite, Durand de Villers est promu général de brigade le 4 novembre 1874. Il est nommé commandant de la place de Versailles. Il est ensuite nommé secrétaire général de la Grande-Chancellerie de la Légion d’honneur, avant d’être lui-même promu Grand-officier de la Légion d'honneur. Faisant valoir ses droits à la retraite, Charles Durand de Villers quitte le service actif le 7 mai 1880, après 45 ans de carrière.
Charles Eugène Durand de Villers décèdera à Paris le 14 avril 1893. Sa sépulture se trouve au cimetière Notre-Dame de Versailles.

## Sources
- Charles Eugène DURAND de VILLERS sur gw4.geneanet.org